# Elezioni comunali in Piemonte del 1984
Le elezioni comunali in Piemonte del 1984 si tennero il 21-22 ottobre.

## Provincia di Alessandria

### Casale Monferrato
| Partito                            | Partito                                     | Voti   | %     | Seggi | Differenza (%) | /       |
| ---------------------------------- | ------------------------------------------- | ------ | ----- | ----- | -------------- | ------- |
|                                    | Democrazia Cristiana                        | 7 433  | 25,75 | 11    | 2,20           | 1       |
|                                    | Partito Comunista Italiano                  | 7 249  | 25,12 | 11    | 3,58           | 1       |
|                                    | Partito Socialista Italiano                 | 6 978  | 24,18 | 10    | 0,31           | Stabile |
|                                    | Partito Liberale Italiano                   | 1 426  | 4,94  | 2     | 1,20           | Stabile |
|                                    | Partito Socialista Democratico Italiano     | 1 402  | 4,85  | 2     | 0,11           | Stabile |
|                                    | Partito Repubblicano Italiano               | 1 282  | 4,64  | 1     | 1,90           | Stabile |
|                                    | Movimento Sociale Italiano-Destra Nazionale | 1 062  | 3,68  | 1     | 0,39           | Stabile |
|                                    | Rinnovamento                                | 975    | 3,37  | 1     | -              | 1       |
|                                    | Partito Nazionale Pensionati                | 647    | 2,24  | 1     | -              | 1       |
|                                    | Piemont                                     | 227    | 0,78  | 0     | -              | -       |
|                                    | Democrazia Proletaria                       | 167    | 0,57  | 0     | -              | -       |
| Totale                             | Totale                                      | 28 878 | 100   | 40    |                |         |
| Fonte: Archivio storico La Stampa. |                                             |        |       |       |                |         |